# The Trail of the Lonesome Pine (1936)
The Trail of the Lonesome Pine is een Amerikaanse dramafilm uit 1936 onder regie van Henry Hathaway. Destijds werd de film in Nederland uitgebracht onder de titel De ongeschreven wet.

## Verhaal
Jack Hale moet de komst van een nieuwe spoorweg voorbereiden in de bergen van Virginia. Doordat June Tolliver op Jack verliefd wordt, krijgt hij het aan de stok met haar vriend Dave. Jack komt zo terecht in een vete tussen twee families.

## Rolverdeling
| Acteur             | Personage       |
| ------------------ | --------------- |
| Sylvia Sidney      | June Tolliver   |
| Fred MacMurray     | Jack Hale       |
| Henry Fonda        | Dave Tolliver   |
| Fed Stone          | Judd Tolliver   |
| Nigel Bruce        | Thurber         |
| Beulah Bondi       | Melissa         |
| Robert Barrat      | Buck Falin      |
| George McFarland   | Buddie Tolliver |
| Fuzzy Knight       | Tater           |
| Otto Fries         | Corsey          |
| Samuel S. Hinds    | Sheriff         |
| Alan Baxter        | Clay Tolliver   |
| Margaret Armstrong | Familielid      |
| Ricca Allen        | Familielid      |
| Fern Emmett        | Lena Tolliver   |

## Prijzen en nominaties
| Jaar | Prijs  | Categorie              | Genomineerde(n)                | Uitslag     |
| ---- | ------ | ---------------------- | ------------------------------ | ----------- |
| 1936 | Oscars | Beste originele nummer | Louis Alter Sidney D. Mitchell | Genomineerd |